# Пістолет-кулемет Блискавиця
«Блискавиця» (пол. Błyskawica) — пістолет-кулемет, розроблений інженерами Вацлавом Завротним і Северином Віланіром. Виготовлявся в умовах конспірації в Польщі під час німецької окупації.

## Історія конструкції
У 1942 році Вацлав Завротний запропонував командуванню Армії Крайової розробити кулемет, пристосований для серійного виробництва в умовах конспірації. Разом з Северином Віланіром розробили проект зброї, при виробництві якої можна було використовувати технології, наявні у майстернях ремісників.
Розробляючи свою конструкцію, вони орієнтувалися на найкращі зразки: пістолетів-кулеметів MP40 і «Стен». Від першого успадкована загальна конструкція зброї (патрони з подачею знизу і складана ручка), з другого запозичено конструкцію механізмів.
Технічна документація була виготовлена в період з січня по квітень 1943 року. Прототип був готовий у серпні або вересні 1943 року. Випробування прототипу пройшли біля м. Зельонки. Потім прототип був показаний начальнику організації «Кедив» АК полковнику Августові Емілові Фільдорфові.
При скеруванні  для серійного виробництва, до кінця листопада було розроблено повну технічну документацію. У листопаді пістолет-кулемет отримав назву «Блискавиця». Походила вона від зображення трьох блискавок, вирізаних в нижній ручці (вони мали подібну форму, як знак компанії Elektrit).
Перша партія налічувала п'ять примірників. Після тестування Кедив замовив ще 100, а потім ще 300. До липня 1944 року. виготовлено 600 примірників, а в момент вибуху варшавського повстання були готові деталі для наступних ста примірників. Під час повстання «Блискавиці» зберігалися в зброярні на вул. Бодуена (близько 40 шт.).
У багатьох роботах зброя це неправильно визначається або описується, як німецький пістолет-кулемет для Фольксштурму МП 3008 у варіанті виробництва фірми Blohm und Voss,  або як німецьке наслідування британського STEN.

## Збережені екземпляри
Література з 1985 перераховує чотири збережених і виставлених в Музеї Війська Польського у Варшаві примірники.